# WTA Finals 2021
WTA Finals 2021, còn được biết đến với Akron WTA Finals Guadalajara vì lý do tài trợ, là một giải vô địch quần vợt nữ được điều hành bởi Hiệp hội Quần vợt Nữ (WTA) và là một phần của WTA Tour 2021. Giải đấu diễn ra tại Panamerican Tennis Center ở Zapopan, Mexico.

## Giải đấu
Sau khi WTA Finals 2020 bị hủy, giải đấu ban đầu diễn ra tại Shenzhen Bay Sports Center ở Thâm Quyến, Trung Quốc nhưng do các hạn chế đi lại vì đại dịch COVID-19 tại Trung Quốc đại lục, giải đấu đã chuyển sang diễn ra ở Guadalajara vào ngày 13 tháng 9 năm 2021. Đây là lần đầu tiên México đăng cai WTA Finals. Đây là lần thứ 50 (đơn) và lần thứ 45 (đôi) giải đấu được tổ chức. Giải đấu có 8 tay vợt đơn và 8 đội đôi tham dự.

### Vòng loại
Ở nội dung đơn, điểm tổng được tính bằng cách kết hợp tổng số điểm từ 16 giải đấu (không bao gồm các giải đấu ITF và WTA 125). Trong 16 giải đấu, kết quả của một tay vợt từ 4 giải Grand Slam, 4 giải WTA 1000 với 1,000 điểm cho tay vợt thắng, và (đối với các tay vợt thi đấu ở vòng đấu chính ít nhất 2 giải) kết quả tốt nhất từ 2 giải WTA 1000 với 900 điểm tối đa phải được bao gồm.

Ở nội dung đôi, điểm tổng được tính bằng bất kì sự kết hợp của 11 giải đấu trong năm. Không giống như nội dung đơn, sự kết hợp này không cần bao gồm kết quả từ các giải đấu Grand Slam hoặc Premier.

### Thể thức
Cả nội dung đơn và đôi có 8 tay vợt/đội thi đấu vòng tròn tính điểm, chia thành 2 bảng, mỗi bảng 4 tay vợt/đội. Trong 4 ngày đầu của giải đấu, mỗi tay vợt/đội thi đấu với 3 tay vợt/đội khác trong bảng, với 2 vị trí đầu mỗi bảng vào vòng bán kết. Tay vợt/đội đứng nhất ở một bảng thi đấu với tay vợt/đội đứng nhì ở bảng khác, và ngược lại. Tay vợt/đội thắng ở vòng bán kết vào trận chung kết.

#### Các tiêu chí vòng bảng
Bảng xếp hạng cuối cùng được thực hiện bằng các tiêu chí sau:
1. Số [trận] thắng nhiều nhất.
2. Số trận đã thi đấu.
3. Kết quả đối đầu nếu 2 tay vợt đồng hạng, hoặc nếu 3 tay vợt đồng hạng:

a. Nếu 3 tay vợt cùng số trận thắng, một tay vợt thi đấu ít hơn cả 3 trận bị loại và tay vợt vào vòng trong là người chiến thắng trong trận đấu của 2 tay vợt đồng hạng.
b. Tỉ lệ % set thắng cao nhất.
c. Tỉ lệ % game thắng cao nhất.

## Tiền thưởng và điểm
Tổng số tiền thưởng của WTA Finals 2021 là US$5,000,000.
| Vòng                                                                 | Tiền thưởng                                         | Tiền thưởng                                        | Điểm     |
| Vòng                                                                 | Đơn                                                 | Đôi2                                               | Điểm     |
| -------------------------------------------------------------------- | --------------------------------------------------- | -------------------------------------------------- | -------- |
| Vô địch                                                              | RR1 + $1,240,000                                    | RR1 + $250,000                                     | RR + 750 |
| Á quân                                                               | RR + $420,000                                       | RR + $80,000                                       | RR + 330 |
| Bán kết                                                              | RR + $30,000                                        | RR + $0                                            | RR       |
| Mỗi trận thắng vòng bảng                                             | +$110,000                                           | +$20,000                                           | 250      |
| Mỗi trận thua vòng bảng                                              | —                                                   | —                                                  | 125      |
| Tham dự                                                              | 3 trận = $110,000 2 trận = $90,000 1 trận = $70,000 | 3 trận = $50,000 2 trận = $40,000 1 trận = $30,000 | —        |
| Thay thế                                                             | 2 trận = $80,000 1 trận = $60,000 0 trận = $40,000  | 2 matches = $ 1 match = $ 0 matches = $            | —        |
| 1 RR có nghĩa là số tiền thưởng hoặc số điểm giành được ở vòng bảng. |                                                     |                                                    |          |

* 2 Tiền thưởng của nội dung đôi là mỗi đội.
* Một nhà vô địch bất bại sẽ giành được tối đa 1,500 điểm, và $1,680,000 ở đơn hoặc $360,000 ở đôi.

## Các tay vợt giành quyền tham dự

### Đơn
| # | Tay vợt            | Điểm  | Ngày vượt qua vòng loại |
| - | ------------------ | ----- | ----------------------- |
| – | Ashleigh Barty     | 6,411 | rút lui                 |
| 1 | Aryna Sabalenka    | 4,768 | 20 tháng 9              |
| 2 | Barbora Krejčíková | 4,518 | 20 tháng 9              |
| 3 | Karolína Plíšková  | 4,036 | 4 tháng 10              |
| 4 | Maria Sakkari      | 3,341 | 21 tháng 10             |
| 5 | Iga Świątek        | 3,226 | 25 tháng 10             |
| 6 | Garbiñe Muguruza   | 3,195 | 25 tháng 10             |
| 7 | Paula Badosa       | 3,112 | 25 tháng 10             |
| 8 | Anett Kontaveit    | 3,096 | 31 tháng 10             |

### Đôi
| # | Tay vợt                               | Điểm  | Ngày vượt qua vòng loại |
| - | ------------------------------------- | ----- | ----------------------- |
| 1 | Barbora Krejčíková Kateřina Siniaková | 6,450 | 20 tháng 9              |
| 2 | Shuko Aoyama Ena Shibahara            | 5,070 | 20 tháng 9              |
| 3 | Hsieh Su-wei Elise Mertens            | 3,892 | 19 tháng 10             |
| 4 | Nicole Melichar-Martinez Demi Schuurs | 3,440 | 19 tháng 10             |
| 5 | Samantha Stosur Zhang Shuai           | 2,911 | 19 tháng 10             |
| – | Coco Gauff Caty McNally               | 2,770 | rút lui                 |
| 6 | Alexa Guarachi Desirae Krawczyk       | 2,695 | 28 tháng 10             |
| 7 | Darija Jurak Andreja Klepač           | 2,650 | 28 tháng 10             |
| – | Gabriela Dabrowski Luisa Stefani      | 2,570 | rút lui                 |
| 8 | Sharon Fichman Giuliana Olmos         | 2,491 | 28 tháng 10             |

## Bảng

### Đơn
Nội dung đơn của giải đấu năm 2021 có ba nhà vô địch và một nhà á quân Grand Slam. 8 tay vợt được chia thành 2 bảng.

| Bảng Chichén Itzá   |
| ------------------- |
| Aryna Sabalenka [1] |
| Maria Sakkari [4]   |
| Iga Świątek [5]     |
| Paula Badosa [7]    |

| Bảng Teotihuacán       |
| ---------------------- |
| Barbora Krejčíková [2] |
| Karolína Plíšková [3]  |
| Garbiñe Muguruza [6]   |
| Anett Kontaveit [8]    |

### Đôi
Nội dung đôi của giải đấu năm 2021 có ba đội vô địch và một đội vô địch Grand Slam. 8 đội được chia thành 2 bảng.
| Bảng El Tajín                                 |
| --------------------------------------------- |
| Barbora Krejčíková [1] Kateřina Siniaková [1] |
| Hsieh Su-wei [3] Elise Mertens [3]            |
| Alexa Guarachi [6] Desirae Krawczyk [6]       |
| Sharon Fichman [8] Giuliana Olmos [8]         |

| Bảng Tenochtitlán                             |
| --------------------------------------------- |
| Shuko Aoyama [2] Ena Shibahara [2]            |
| Nicole Melichar-Martinez [4] Demi Schuurs [4] |
| Samantha Stosur [5] Zhang Shuai [5]           |
| Darija Jurak [7] Andreja Klepač [7]           |

## Điểm xếp hạng
Cập nhật tính đến  ngày 8 tháng 11 năm 2021.

### Đơn
| Xếp hạng | Tay vợt                  | Grand Slam | Grand Slam | Grand Slam | Grand Slam | WTA 1000  | WTA 1000  | WTA 1000  | WTA 1000  | WTA 1000      | WTA 1000      | Kết quả tốt khác | Kết quả tốt khác | Kết quả tốt khác | Kết quả tốt khác | Kết quả tốt khác | Kết quả tốt khác | Tổng điểm | GĐ | Danh hiệu |
| Xếp hạng | Tay vợt                  | Grand Slam | Grand Slam | Grand Slam | Grand Slam | Mandatory | Mandatory | Mandatory | Mandatory | Kết quả tốt 2 | Kết quả tốt 2 | Kết quả tốt khác | Kết quả tốt khác | Kết quả tốt khác | Kết quả tốt khác | Kết quả tốt khác | Kết quả tốt khác | Tổng điểm | GĐ | Danh hiệu |
| -------- | ------------------------ | ---------- | ---------- | ---------- | ---------- | --------- | --------- | --------- | --------- | ------------- | ------------- | ---------------- | ---------------- | ---------------- | ---------------- | ---------------- | ---------------- | --------- | -- | --------- |
| Xếp hạng | Tay vợt                  | AUS        | FRA        | WIM        | USO        | MI        | MA        | IW        | BE        | 1             | 2             | 1                | 2                | 3                | 4                | 5                | 6                | Tổng điểm | GĐ | Danh hiệu |
| –        | Ashleigh Barty           | TK 430     | V64 70     | VĐ 2000    | V32 130    | VĐ 1000   | CK 650    | A 0       | –         | VĐ 900        | QF 190        | VĐ 470           | VĐ 470           | TK 100           | V16 1            |                  |                  | 6,411     | 12 | 5         |
| 1        | Aryna Sabalenka          | V16 240    | V32 130    | BK 780     | BK 780     | TK 215    | VĐ 1000   | V16 1     | V16 1     | BK 350        | TK 190        | VĐ 470           | CK 305           | V16 105          | TK 100           | TK 100           | V32 1            | 4,768     | 16 | 2         |
| 2        | Barbora Krejčíková       | V64 70     | VĐ 2000    | V16 240    | TK 430     | V64 35    | V64 10    | V16 120   | VL2 13    | CK 585        | TK 190        | VĐ 280           | VĐ 280           | V16 105          | TK 100           | V16 30           | V32 30           | 4,518     | 16 | 3         |
| 3        | Karolína Plíšková        | V32 130    | V64 70     | CK 1300    | TK 430     | V32 65    | V32 65    | V32 65    | V16 1     | CK 585        | CK 585        | BK 350           | V16 105          | TK 100           | TK 100           | V16 55           | V32 30           | 4,036     | 17 | 0         |
| 4        | Maria Sakkari            | V128 10    | BK 780     | V64 70     | BK 780     | BK 390    | V16 120   | V64 10    | V64 1     | V16 105       | V32 60        | CK 305           | BK 185           | BK 185           | BK 185           | TK 100           | V16 55           | 3,341     | 17 | 0         |
| 5        | Iga Świątek              | V16 240    | TK 430     | V16 240    | V16 240    | V32 65    | V16 120   | V16 120   | –         | VĐ 900        | V16 105       | VĐ 470           | BK 185           | V16 55           | V16 55           | V32 1            |                  | 3,226     | 14 | 2         |
| 6        | Garbiñe Muguruza         | V16 240    | V128 10    | V32 130    | V16 240    | V16 120   | A 0       | V64 10    | V16 55    | VĐ 900        | V16 105       | VĐ 470           | CK 305           | CK 305           | V16 105          | TK 100           | TK 100           | 3,195     | 17 | 2         |
| 7        | Paula Badosa             | V128 10    | TK 430     | V16 240    | V64 70     | V64 35    | BK 390    | VĐ 1000   | V32 1     | TK 190        | V32 60        | VĐ 280           | BK 185           | BK 110           | V16 55           | V16 55           | V32 1            | 3,112     | 16 | 2         |
| 8        | Anett Kontaveit          | V32 130    | V32 130    | V128 10    | V32 130    | TK 100    | V32 65    | TK 215    | TK 100    | V16 105       | V64 1         | VĐ 470           | VĐ 470           | CK 305           | CK 305           | VĐ 280           | VĐ 280           | 3,096     | 20 | 4         |
| Thay thế |                          |            |            |            |            |           |           |           |           |               |               |                  |                  |                  |                  |                  |                  |           |    |           |
| –        | Ons Jabeur               | V32 130    | V16 240    | TK 430     | V32 130    | V16 120   | V16 120   | BK 390    | V16 55    | TK 190        | V16 105       | CK 305           | VĐ 280           | BK 185           | CK 180           | V16 105          | V16 55           | 3,020     | 19 | 1         |
| –        | Naomi Osaka              | VĐ 2000    | V64 70     | A 0        | V32 130    | TK 215    | V32 65    | A 0       | –         | V16 105       | V32 1         | BK 185           |                  |                  |                  |                  |                  | 2,771     | 8  | 1         |
| –        | Anastasia Pavlyuchenkova | V128 10    | CK 1300    | V32 130    | V16 240    | V32 1     | BK 390    | V32 65    | V32 1     | V32 60        | V64 1         | TK 100           | V16 55           | V16 55           | V16 55           | V16 55           | V16 30           | 2,548     | 18 | 0         |
| –        | Elina Svitolina          | V16 240    | V32 130    | V64 70     | TK 430     | BK 390    | V64 10    | V16 120   | V16 55    | TK 190        | V32 1         | VĐ 280           | BK 185           | TK 100           | TK 100           | TK 100           | TK 100           | 2,501     | 19 | 1         |
| 9        | Jessica Pegula           | TK 430     | V32 130    | V64 70     | V32 130    | V16 120   | V16 120   | TK 215    | V16 30    | BK 350        | TK 190        | BK 210           | TK 190           | V16 105          | TK 100           | V16 55           | V16 55           | 2,500     | 18 | 0         |
| 10       | Elise Mertens            | V16 240    | V32 130    | V32 130    | V16 240    | V16 120   | TK 215    | V64 10    | V32 1     | BK 350        | V32 60        | VĐ 470           | BK 185           | CK 180           | TK 60            | V16 55           | V64 1            | 2,447     | 19 | 1         |

1. ↑  Indian Wells Masters được chuyển sang tháng 10 do đại dịch COVID-19.[17]
2. ↑  Giải quần vợt Trung Quốc Mở rộng bị hủy do các hạn chế đi lại vì đại dịch COVID-19 tại Trung Quốc đại lục.[18]

### Đội
| Xếp hạng | Đội                                   | Điểm    | Điểm    | Điểm    | Điểm    | Điểm    | Điểm    | Điểm    | Điểm    | Điểm    | Điểm    | Điểm    | Tổng điểm | GĐ | Danh hiệu |
| Xếp hạng | Đội                                   | 1       | 2       | 3       | 4       | 5       | 6       | 7       | 8       | 9       | 10      | 11      | Tổng điểm | GĐ | Danh hiệu |
| -------- | ------------------------------------- | ------- | ------- | ------- | ------- | ------- | ------- | ------- | ------- | ------- | ------- | ------- | --------- | -- | --------- |
| 1        | Barbora Krejčíková Kateřina Siniaková | VĐ 2000 | CK 1300 | VĐ 1000 | VĐ 470  | TK 430  | BK 350  | TK 215  | TK 190  | TK 190  | BK 185  | V16 120 | 6,450     | 12 | 3         |
| 2        | Shuko Aoyama Ena Shibahara            | VĐ 1000 | BK 780  | VĐ 470  | VĐ 470  | VĐ 470  | TK 430  | BK 390  | BK 350  | VĐ 280  | V16 240 | TK 190  | 5,070     | 19 | 5         |
| 3        | Hsieh Su-wei Elise Mertens            | VĐ 2000 | VĐ 1000 | TK 430  | V16 240 | BK 110  | TK 100  | V16 10  | V16 1   | V16 1   |         |         | 3,892     | 9  | 2         |
| 4        | Nicole Melichar-Martinez Demi Schuurs | BK 780  | VĐ 470  | VĐ 470  | CK 305  | CK 305  | V16 240 | TK 190  | TK 190  | BK 185  | BK 185  | V16 120 | 3,440     | 17 | 2         |
| 5        | Samantha Stosur Zhang Shuai           | VĐ 2000 | VĐ 900  | V64 10  | V32 1   |         |         |         |         |         |         |         | 2,911     | 4  | 2         |
| –        | Coco Gauff Caty McNally               | CK 1300 | TK 430  | VĐ 280  | V16 240 | TK 215  | V16 105 | TK 100  | TK 100  |         |         |         | 2,770     | 8  | 1         |
| 6        | Alexa Guarachi Desirae Krawczyk       | BK 780  | VĐ 470  | VĐ 280  | V16 240 | TK 190  | BK 185  | V16 120 | V16 120 | BK 110  | TK 100  | TK 100  | 2,695     | 20 | 2         |
| 7        | Darija Jurak Andreja Klepač           | CK 585  | VĐ 470  | TK 430  | VĐ 280  | V16 240 | BK 185  | CK 180  | V16 105 | V16 105 | TK 60   | V32 10  | 2,650     | 15 | 2         |
| –        | Gabriela Dabrowski Luisa Stefani      | VĐ 900  | BK 780  | CK 585  | CK 305  |         |         |         |         |         |         |         | 2,570     | 4  | 1         |
| 8        | Sharon Fichman Giuliana Olmos         | VĐ 900  | TK 430  | V16 240 | V16 240 | BK 185  | V16 120 | V16 120 | TK 100  | TK 100  | V16 55  | V32 1   | 2,491     | 12 | 1         |
| Thay thế |                                       |         |         |         |         |         |         |         |         |         |         |         |           |    |           |
| 9        | Nadiia Kichenok Raluca Olaru          | VĐ 470  | CK 305  | VĐ 280  | V16 240 | V16 240 | BK 185  | CK 180  | V32 130 | V16 120 | V16 105 | V16 55  | 2,310     | 16 | 2         |
| 10       | Marie Bouzková Lucie Hradecká         | TK 430  | TK 430  | CK 305  | VĐ 280  | VĐ 280  | TK 215  | BK 185  | TK 60   | V16 55  | V16 1   | V32 1   | 2,242     | 11 | 2         |

1. ↑  Điểm WTA Finals sẽ thay thế điểm tốt nhất của lần 11 khi giải đấu kết thúc.

## Thành tích đối đầu
Dưới đây là thành tích đối đầu của các tay vợt trước khi tham dự giải đấu.

### Đơn
|   |                    | Sabalenka | Krejčíková | Plíšková | Sakkari | Świątek | Muguruza | Badosa | Kontaveit | Tổng số | T–B   |
| 1 | Aryna Sabalenka    |           | 2–0        | 2–2      | 4–1     | 0–0     | 1–2      | 0–1    | 4–0       | 13–6    | 44–16 |
| 2 | Barbora Krejčíková | 0–2       |            | 0–2      | 3–0     | 0–2     | 2–1      | 0–2    | 0–0       | 5–9     | 45–16 |
| 3 | Karolína Plíšková  | 2–2       | 2–0        |          | 1–2     | 0–1     | 8–2      | 2–0    | 3–0       | 18–7    | 35–18 |
| 4 | Maria Sakkari      | 1–4       | 0–3        | 2–1      |         | 2–0     | 1–1      | 0–0    | 6–5       | 12–14   | 36–18 |
| 5 | Iga Świątek        | 0–0       | 2–0        | 1–0      | 0–2     |         | 0–1      | 0–1    | 2–2       | 5–6     | 35–13 |
| 6 | Garbiñe Muguruza   | 2–1       | 1–2        | 2–8      | 1–1     | 1–0     |          | 0–0    | 2–2       | 9–14    | 38–16 |
| 7 | Paula Badosa       | 1–0       | 2–0        | 0–2      | 0–0     | 1–0     | 0–0      |        | 0–1       | 4–3     | 41–15 |
| 8 | Anett Kontaveit    | 0–4       | 0–0        | 0–3      | 5–6     | 2–2     | 2–2      | 1–0    |           | 10–17   | 45–15 |

### Đôi
|   |                                       | Krejčíková Siniaková | Aoyama Shibahara | Hsieh Mertens | Melichar Schuurs | Stosur Zhang | Guarachi Krawczyk | Jurak Klepač | Fichman Olmos | Tổng số | T–B   |
| 1 | Barbora Krejčíková Kateřina Siniaková |                      | 0–0              | 0–0           | 0–0              | 0–2          | 0–0               | 0–0          | 1–0           | 1–2     | 40–11 |
| 2 | Shuko Aoyama Ena Shibahara            | 0–0                  |                  | 0–2           | 2–1              | 0–1          | 0–1               | 0–1          | 1–2           | 3–8     | 39–16 |
| 3 | Hsieh Su-wei Elise Mertens            | 0–0                  | 2–0              |               | 0–0              | 0–0          | 0–0               | 0–0          | 0–1           | 2–1     | 20–7  |
| 4 | Nicole Melichar-Martinez Demi Schuurs | 0–0                  | 1–2              | 0–0           |                  | 0–1          | 0–0               | 0–0          | 0–0           | 1–3     | 30–16 |
| 5 | Samantha Stosur Zhang Shuai           | 2–0                  | 1–0              | 0–0           | 1–0              |              | 1–0               | 0–0          | 0–0           | 5–0     | 11–2  |
| 6 | Alexa Guarachi Desirae Krawczyk       | 0–0                  | 1–0              | 0–0           | 0–0              | 0–1          |                   | 0–1          | 0–0           | 1–2     | 25–20 |
| 7 | Darija Jurak Andreja Klepač           | 0–0                  | 1–0              | 0–0           | 0–0              | 0–0          | 1–0               |              | 0–0           | 2–0     | 27–13 |
| 8 | Sharon Fichman Giuliana Olmos         | 0–1                  | 2–1              | 1–0           | 0–0              | 0–0          | 0–0               | 0–0          |               | 2–2     | 22–11 |

## Nhà vô địch

### Đơn
- Garbiñe Muguruza đánh bại  Anett Kontaveit, 6–3, 7–5

### Đôi
- Barbora Krejčíková /  Kateřina Siniaková đánh bại  Hsieh Su-wei /  Elise Mertens, 6–3, 6–4